# Frank Fournier
Frank Fournier (Saint-Sever, 18 ottobre 1948) è un fotografo francese.

## Biografia
Figlio di un chirurgo, originariamente Fournier studiò medicina per quattro anni prima di diventare un fotografo. Dopo essersi trasferito a New York, diventò un fotografo dello staff di Contact Press Images nel 1982 dopo essere entrato a far parte dell'agenzia nel 1977.
Frank Fournier è principalmente conosciuto per i suoi servizi sulla tragedia di Armero del 1985 in Colombia. L'eruzione di un vulcano portò una valanga di fango nella vicina città di Armero Guayabal, uccidendo migliaia di persone. La sua fotografia della tredicenne Omayra Sánchez, intrappolata sotto le macerie della propria casa, vinse il World Press Photo of the Year 1986.
Fra gli altri servizi di cui si è occupato Fournier si possono citare il genocidio del Ruanda, gli attentati dell'11 settembre 2001, la diffusione dell'AIDS in Romania e le vittime di stupro durante la guerra in Bosnia.